# William Amponsah
William Amponsah (* 11. Dezember 1999 in Agona Swedru) ist ein ghanaischer Leichtathlet, der sich auf den Langstreckenlauf spezialisiert hat.

## Sportliche Laufbahn
Erste internationale Erfahrungen sammelte William Amponsah im Jahr 2022, als er bei den Commonwealth Games in Birmingham mit 13:51,63 min auf den 13. Platz im 5000-Meter-Lauf gelangte. Im Jahr darauf wurde er bei den Crosslauf-Weltmeisterschaften 2023 in Bathurst nach 32:00 min 41. im Einzelrennen und begann im selben Jahr ein Studium an der West Texas A&M University in den Vereinigten Staaten. 2024 belegte er bei Afrikaspielen in Accra in 29:50,99 min den fünften Platz im 10.000-Meter-Lauf und stellte damit einen neuen Landesrekord auf. Zudem gewann er im Halbmarathon in 1:05:13 h die Silbermedaille hinter dem Eritreer Samsom Amare. Im Juni belegte er bei den Afrikameisterschaften in Douala in 29:08,57 min den sechsten Platz über 10.000 Meter.

## Persönliche Bestleistungen
- 5000 Meter: 13:40,16 min, 10. Februar 2024 in Boston (ghanaischer Rekord)
- 10.000 Meter: 28:00,09 min, 11. April 2024 in Azusa (ghanaischer Rekord)
- Halbmarathon: 1:03:15 h, 11. September 2022 in Newcastle upon Tyne (ghanaischer Rekord)